# Larry Smith (hudebník)
„Legs“ Larry Smith (* 18. ledna 1944 Oxford, Anglie) je britský bubeník.
Byl dlouholetým členem skupiny Bonzo Dog Doo-Dah Band. Do té původně nastoupil v roce 1963 jako hráč na tubu, stepař a občasný perkusionista, avšak později se stal jejím bubeníkem. Rovněž spolupracoval s Ericem Claptonem, Eltonem Johnem nebo Georgem Harrisonem. V roce 1970 produkoval singl Witchi Tai To od Topo D. Bil. V roce 1972 improvizovaně namluvil hlas televizního uvaděče v písni „Legs Larry at Television Centre“ z alba The Academy in Peril velšského hudebníka Johna Calea.
V roce 1978 vydal sólový singl Springtime for Hitler / I've Got a Braun New Girl (In God Wet Rust), autorem první písně je Mel Brooks, druhou napsal Smith a singl produkoval Gus Dudgeon. Roku 2001 vydal čtyřpísňové EP Springtime for Hitler. V roce 2023 vydal svou první sólovou dlouhohrající desku Mr Wonderful. V roce 1994 hostoval na eponymním albu kapely BFD. Svou přezdívku dostal podle stepujícího gangstera ve filmu.

## Diskografie

### Sólová
- Springtime for Hitler / I've Got a Braun New Girl (In God Wet Rust) (singl, 1978)
- Springtime for Hitler (EP, 2001)
- Call Me, Adolf! (EP, 2009)
- Mr Wonderful (2023)

### Bonzo Dog Doo-Dah Band
- Gorilla (1967)
- The Doughnut in Granny's Greenhouse (1968)
- Tadpoles (1969)
- Keynsham (1969)
- Let's Make Up and Be Friendly (1972)
- Pour l'Amour des Chiens (2007)

### Elton John
- Honky Château (1972)

### George Harrison
- Extra Texture (Read All About It) (1975)
- Gone Troppo (1982)

### BFD
- BFD (1994)